# كلية العلوم (جامعة الملك فيصل)
كلية العلوم بجامعة الملك فيصل هي إحدى الكليات التي تهتم بدراسة مجال العلوم في جامعة الملك فيصل في محافظة الأحساء في المنطقة الشرقية في المملكة العربية السعودية.

## التاريخ
تأسست كلية العلوم في جامعة الملك فيصل في مدينة الهفوف بالأحساء في عام 2002، وضمت الكلية أربعة أقسام أكاديمية وهي علوم الحياة، والكيمياء، والفيزياء، والرياضيات والإحصاء، وكانت الأقسام متواجدة سابقٌا في كلية التربية، وفي العام الدراسي 2013-14 قدم برنامج جديد في الماجستير بتخصص الكيمياء، وفي العام الدراسي 2016-17 قدم 3 برامج ماجستير من قسم علوم الحياة في تخصصات الأحياء الدقيقة، والنبات، والحيوان.

## الأقسام العلمية
تشمل كلية علوم الحاسب وتقنية المعلومات 4 أقسام رئيسية وهي قسم الفيزياء، وقسم الكيمياء، وقسم علوم الحياة، وقسم الرياضيات والإحصاء.

### قسم الفيزياء
يحصل خريج قسم الفيزياء على شهادة البكالوريوس في العلوم تخصص فيزياء، بعد الإنتهاء من المتطلبات الدراسية بواقع 128 وحدة دراسية. يحتوي القسم علي مختبرات للبحوث العلمية مزودة بالأجهزة والمعدات علي سبيل المثال يوجد مختبر التقنية النانوية لخدمة طلاب الدراسات العليا وأعضاء هيئة التدريس.

### قسم الكيمياء
يحصل خريج قسم الكيمياء على شهادة البكالوريوس في العلوم تخصص الكمياء، بعد الإنتهاء من المتطلبات الدراسية بواقع 128 وحدة دراسية. يحتوي القسم علي سبعة معامل لبنين، وستة لبنات، كم يضم أربع معامل بحثية في قسم الرجال ومعملين في قسم السيدات.

### قسم علوم الحياة
يحصل خريج قسم علوم الحياة على درجة البكالوريوس في علوم الحياة، بالإضافة إلي حصول علي 3 درجات في الماجستير بثلاثة تخصصات مختلفة هي علم الاحياء الدقيقة، وعلم الحيوان، وعلم النبات.

### قسم الرياضيات والإحصاء
يحصل خريج قسم الرياضيات على شهادة البكالوريوس في علم الرياضيات، بعد الإنتهاء من المتطلبات الدراسية بواقع 128 وحدة دراسية، ودرجة الماجستير بعد 6 فصول دراسية بعد الإنتهاء من 42 أو 24 وحدة دراسية. يحتوي القسم علي معامل للحاسب الآلي.